# Metanilzuur
Metanilzuur is de triviale naam van 3-aminobenzeensulfonzuur, een organische verbinding met als brutoformule C6H7NO3S. Het is een wit kristallijn poeder, dat weinig oplosbaar is in water.

## Synthese
Metanilzuur wordt industrieel geproduceerd uitgaande van nitrobenzeen, dat eerst selectief wordt gesulfoneerd tot 3-nitrobenzeensulfonzuur. Daarna wordt deze verbinding gereduceerd tot 3-aminobenzeensulfonzuur: de nitrogroep wordt vervangen door een aminogroep middels een Béchamp-reductie met ijzer. Deze reductie kan ook katalytisch gebeuren met waterstofgas.
Een andere mogelijkheid is de nitrering van benzeensulfonzuur, waarbij een mengsel van isomeren van nitrobenzeensulfonzuur verkregen wordt, dat moet gescheiden worden. Deze methode is bruikbaar indien het gewenst is de andere isomeren (orthanilzuur en sulfanilzuur) ook te produceren.

## Isomerie
Metanilzuur is een van drie isomeren van aminobenzeensulfonzuur. De andere zijn:
- orthanilzuur (2-aminobenzeensulfonzuur)
- sulfanilzuur (4-aminobenzeensulfonzuur)

## Toepassingen
Metanilzuur en andere aminobenzeensulfonzuren zijn uitgangsstoffen voor de synthese van organische, wateroplosbare azokleurstoffen en optische witmakers.
Metanilzuur kan omgezet worden in 3-aminofenol door het te smelten met vast kaliumhydroxide of natriumhydroxide. Verder is het een tussenproduct in de synthese van para-aminosalicylzuur, een historisch belangrijk geneesmiddel tegen tuberculose.